# Сыроежка водянистая
Сырое́жка водяни́стая (лат. Rússula aquósa) — вид грибов, включённый в род Сыроежка (Russula) семейства Сыроежковые (Russulaceae).

## Описание
Шляпка тонкая, у молодых грибов полушаровидная, затем раскрывается до уплощённой, не превышает 4—5(8) см в диаметре. Кутикула (кожица) снимается на протяжении большей части радиуса, заметно слизистая даже в сухую погоду, окрашена в лилово-красные тона, в центре желтоватая.
Пластинки приросшие к ножке или почти свободные от неё, белого цвета.
Ножка 4—6×0,5—1 см, утолщающаяся книзу, ломкая, водянистая, белая или просвечивающе-сероватая.
Мякоть водянистая, очень хрупкая, с островатым вкусом, с очень слабым редечным запахом.
Споровый отпечаток белого цвета. Споры почти шаровидные, 7—8 мкм в диаметре, покрытые бородавками, частично соединёнными рубцами. Базидии 35—40×10 мкм, четырёхспоровые. Цистиды 50—80×10—12,5 мкм, веретеновидные.

## Экология и распространение
Широко распространённый, однако достаточно редкий в Европе вид. Образует микоризу с берёзой и сосной, произрастает во влажных лесах, часто на сфагновых болотах, с лета по осень.